# Дороговцев, Анатолий Яковлевич
 Анатолий Яковлевич Дороговцев (7 сентября 1935 — 22 апреля 2004) — советский математик.
В 1964-1998 годах работал в Киевском университете имени Тараса Шевченко, где с 1973 по 1998 годы был заведующим кафедрой математического анализа механико-математического факультета. Автор 24 учебных пособий для студентов вузов, учителей и учащихся средних школ, двух монографий, более 200 научных трудов. Был членом бюро секции математики Научно-методического совета при Минвузе СССР.
Его сын Дороговцев Андрей Анатольевич — украинский математик, профессор, ныне заведующий отделом теории случайных процессов Института математики НАНУ. Преподает в КПИ в Физико-техническом институте.